# Tipula staegeriana
Tipula staegeriana är en tvåvingeart som beskrevs av Alexander 1971. Tipula staegeriana ingår i släktet Tipula och familjen storharkrankar. Inga underarter finns listade i Catalogue of Life.